# Sala del trono

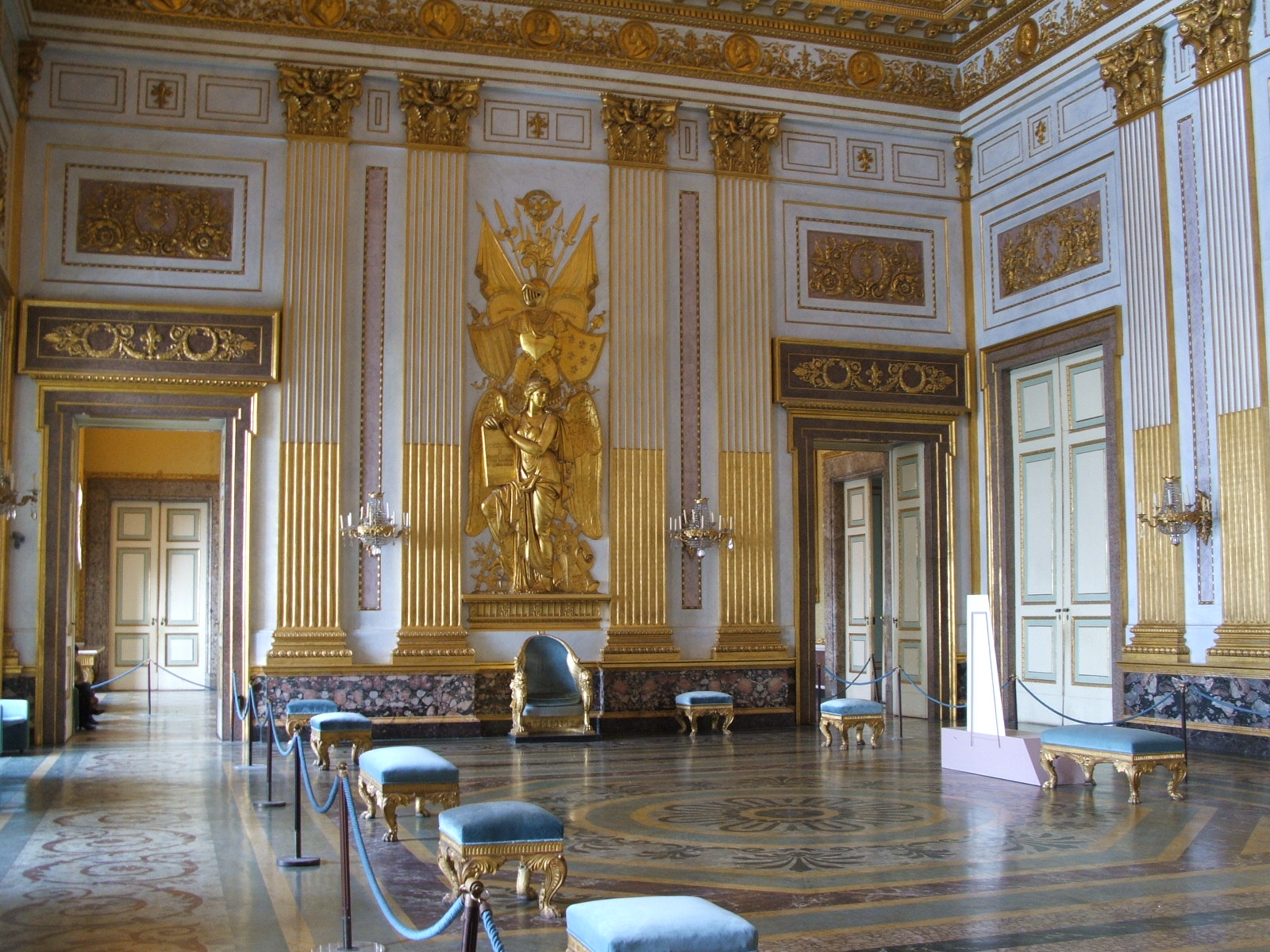
Sala del trono della Reggia di Caserta

La sala del trono è una stanza, spesso un salone, situata nella residenza ufficiale del sovrano, che sia questa un palazzo o un castello fortificato, in cui si trova il trono. Solitamente il trono è rialzato e vi si accede tramite gradini, e si trova sotto un baldacchino.

## Funzione

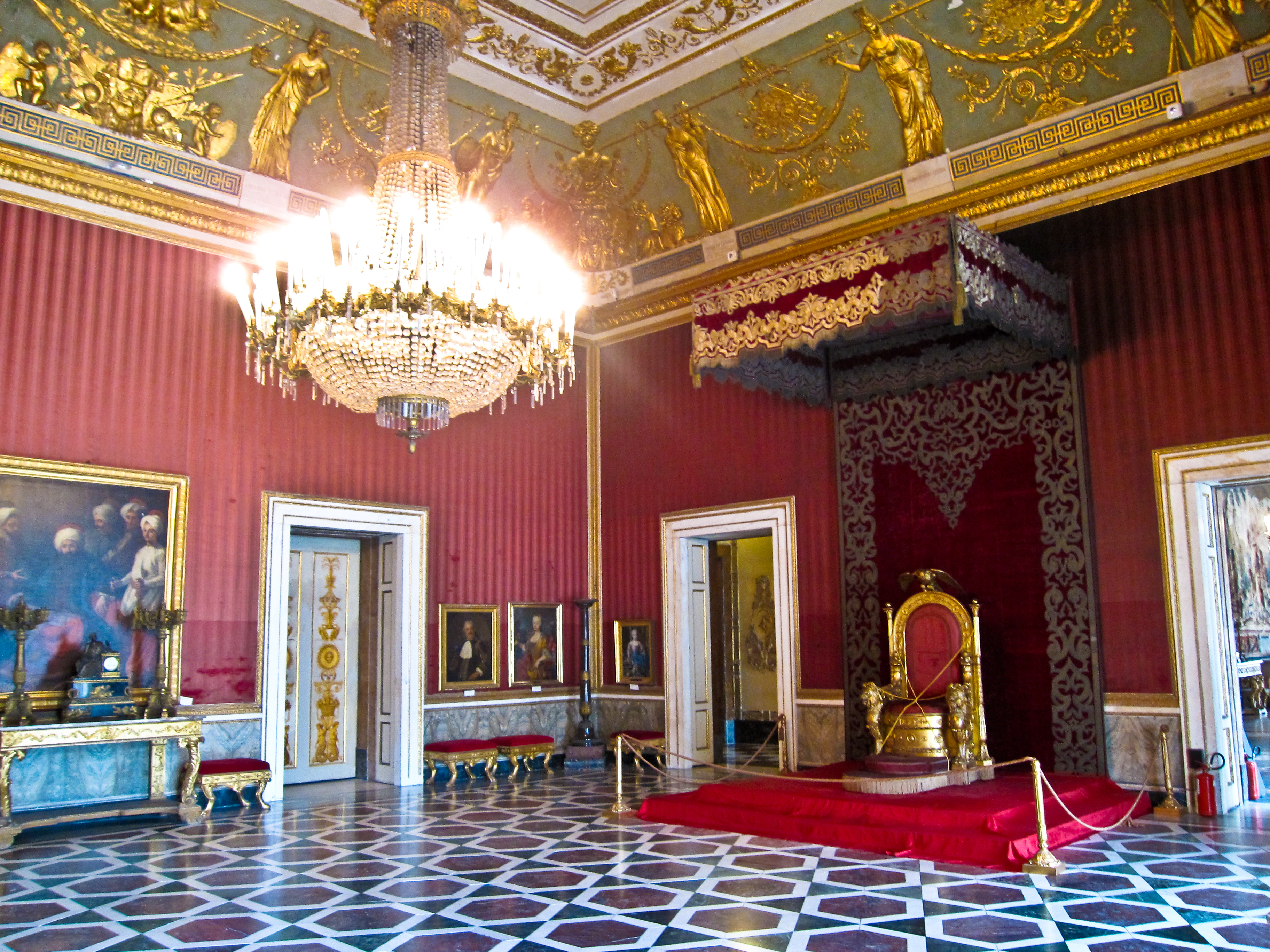
Sala del trono dei Borbone al Palazzo reale di Napoli

La sala del trono è il luogo in cui il monarca presiede alle cerimonie ufficiali, dove tiene consiglio, concede udienza, riceve omaggi, concede titoli o volge funzioni ufficiali. Ognuna di queste funzioni può essere trasferita temporaneamente o in pianta stabile in altre stanze, o addirittura in altri edifici.
Un errore comune è quello di credere che il re governasse il proprio regno stando seduto sul trono per buona parte della giornata lavorativa. Nei primi tempi questo poteva essere vero, ma l'usanza si è persa col tempo. 
Molti re erano costantemente in viaggio con corti ambulanti. Poteva anche accadere che il re non avesse una capitale, come nell'Inghilterra della conquista normanna. Oppure poteva accadere che avesse numerose residenze, come gli imperatori del Sacro Romano Impero. 
Altre monarchie cambiavano spesso capitale, utilizzando troni mobili oltre a quello stabile deputato alle incoronazioni. Esistono casi in Africa ed Asia dove il nome della capitale non era un luogo fisso, ma si riferiva al posto in cui sostava il re per alcuni anni. Alcune corti avevano sedi estive ed invernali.
Anche quando le loro capitali erano fisse, come per i regni rinascimentali inglese e francese, i re usavano viaggiare spesso per il reame. La residenza più utilizzata da Enrico VIII d'Inghilterra era in effetti Hampton Court, non Londra.
Anche quando si trovava nel palazzo principale, il re passava molto tempo in altre stanze, come la sala da pranzo, la cappella, gli appartamenti privati, la camera di consiglio, la sala da ballo o il giardino.
Oggi le sale del trono vengono usate solo in caso di grandi cerimonie. Gli incartamenti sono sbrigati in un ufficio, e gli ospiti ricevuti in un salone.

## Famose sale del trono

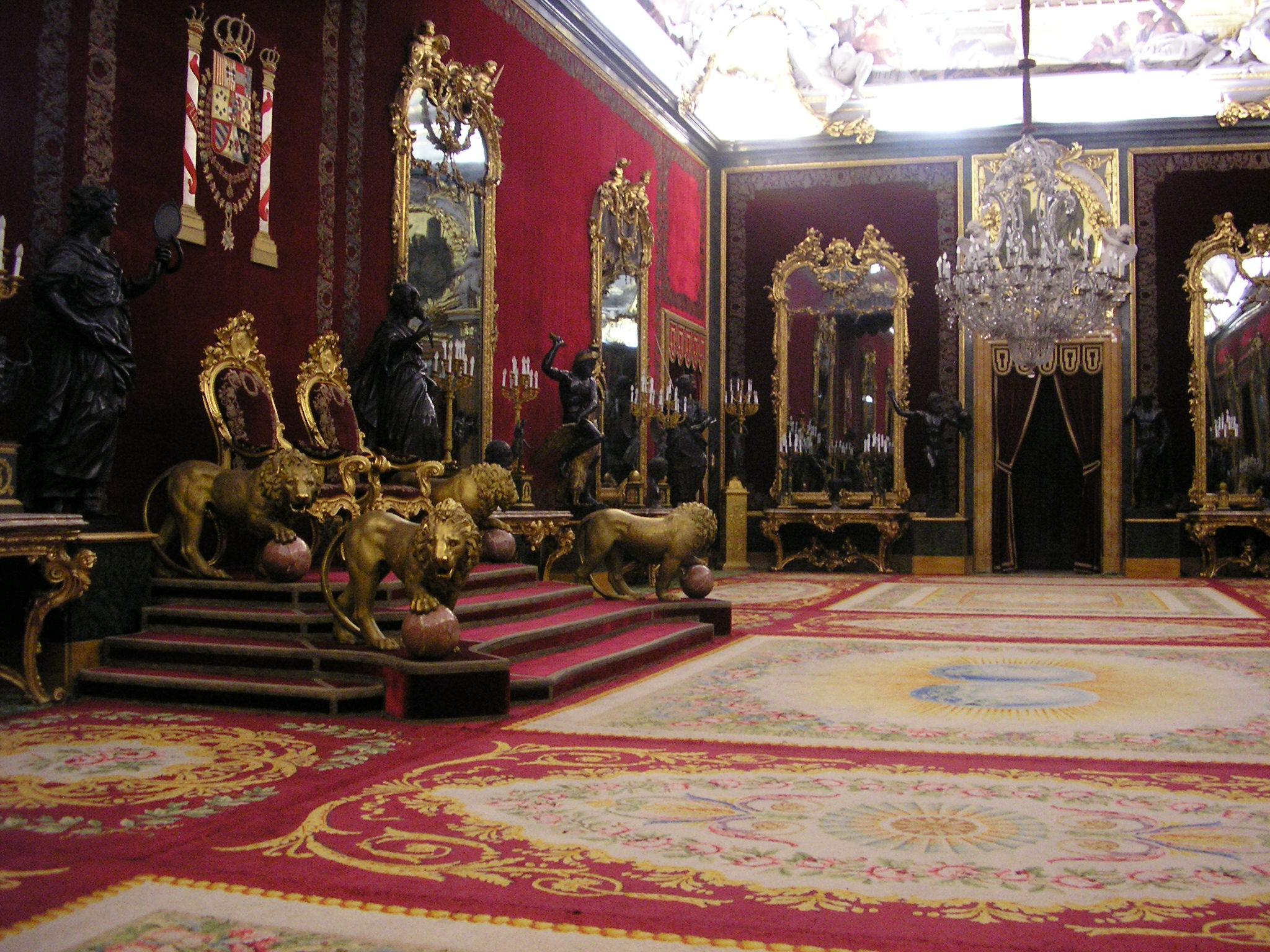
Sala del trono del Palazzo Reale di Madrid

### Spagna

#### Palazzo Reale di Madrid
Il Palazzo Reale di Madrid (Palacio Real de Madrid) è la residenza ufficiale della monarchia spagnola. La sala del trono è unica, e mantiene i decori originali dai giorni di Carlo III di Spagna. La sontuosa sala ha finimenti in oro con velluti porpora ed un soffitto dipinto dal Tiepolo, dotato di lampadario in cristallo. La stanza contiene numerosi specchi costruiti nella ditta reale di La Granja.
La famiglia reale spagnola non risiede a palazzo, preferendone uno più piccolo e modesto, il Palazzo della Zarzuela nella periferia di Madrid. Il Palacio Real de Madrid resta comunque la residenza ufficiale, ed è utilizzato per affari di stato.

### Austria

#### Hofburg
Hofburg è stato la sede del Sacro Romano Impero e dell'Impero austriaco per oltre 600 anni, e la sua sala del trono serve ora come sala per conferenze, utilizzata dal Congresso austriaco per eventi internazionali.

### Francia

#### Versailles
Il trono fu commissionato da Luigi XIV di Francia e venne utilizzato fino al 1789. Nel 1837 lo Château de Versailles divenne un museo nazionale. Facendo parte del museo, la stanza del trono è aperta al pubblico.

#### Palazzo di Fontainebleau
Preferendo Fontainebleau a Versailles, Napoleone fece trasformatre la sala da letto di Luigi XV in una sala del trono, e fu qui che abdicò. Il palazzo fu usato l'ultima volta da Napoleone III quando fu dichiarato monumento nazionale nel 1871, dopo il collasso dell'impero.

### Monaco: Palazzo del principe
Per oltre 700 anni i Grimaldi hanno governato il Principato di Monaco, ed è in questa sala del trono che si sono tenute molte feste fin dal XVI secolo. Vi si sono svolti anche molti matrimoni civili della famiglia reale, prima di tenere il rito religioso in un'altra sede.

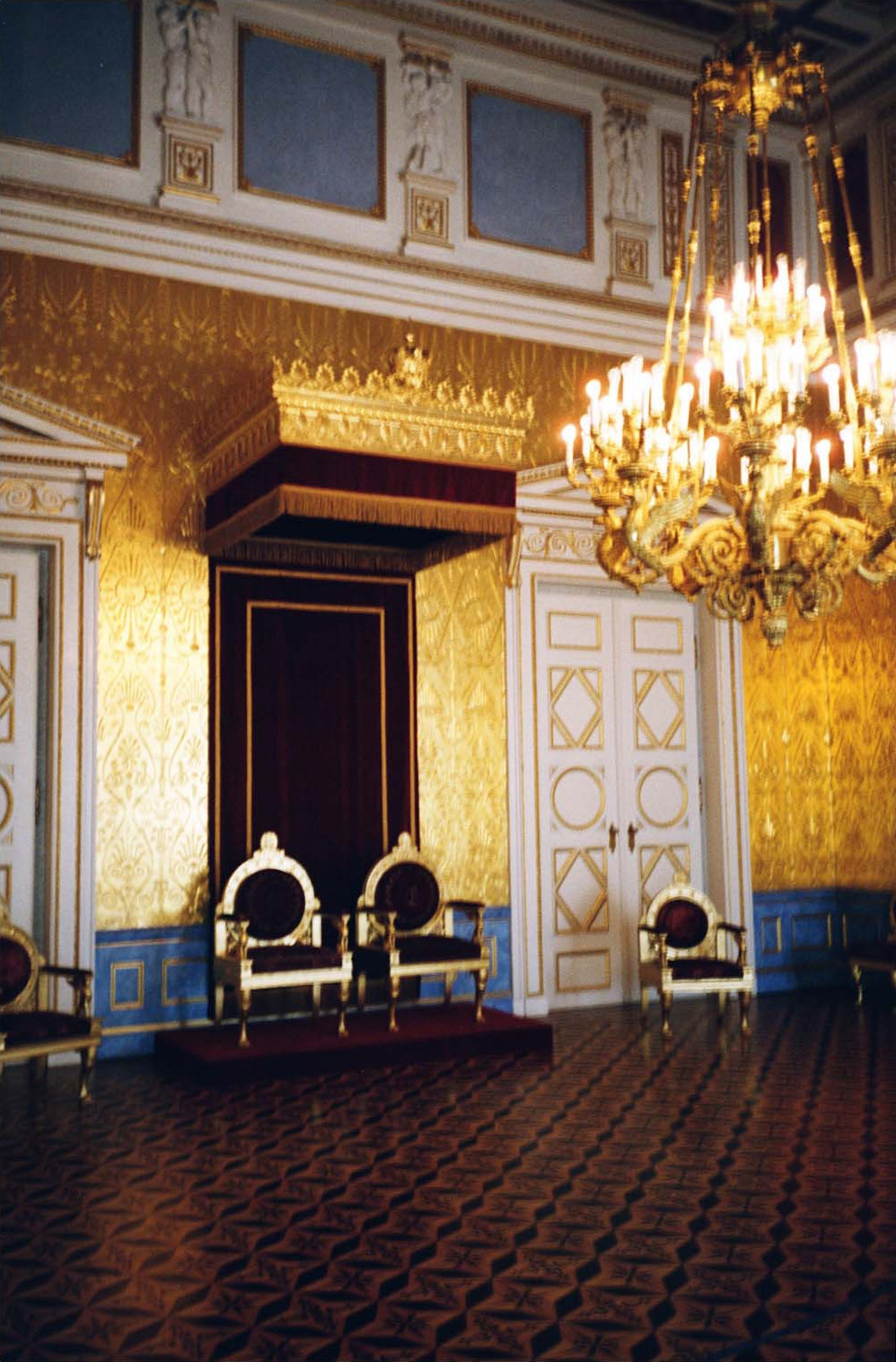
Troni di re e regina, residenza di Monaco

### Germania

#### Residenza di Monaco
La residenza dei monarchi Wittelsbach di Baviera ha molte sale del trono. Furono tutte costruite nel 1800, dopo che i monarchi di Baviera divennero re. Sono tutte in stile classico.

#### Neuschwanstein
Da notare che la sala del trono di questo castello da favola non ha al suo interno un trono. Il motivo è che Ludovico II di Baviera, colui che lo fece costruire, non visse a sufficienza per vederne la conclusione, per cui non fu mai installato.

### Hawaii

#### Palazzo di Iolani
Questi troni vennero usati da re David Kalakaua, dalla moglie Kapiolani, e dal suo successore Liliuokalani. Kalakaua e la moglie non amavano sedersi sui troni, preferendo restare in piedi davanti a loro quando ricevevano ospiti. Re Kalakaua vi teneva udienze formali, ricevimenti diplomatici e balli di stato. Anche il processo alla regina Lili'uokalani fu tenuto in questa sala, quando fu ritenuta colpevole ed imprigionata nel palazzo dalla Repubblica delle Hawaii. La sala del trono, come il resto del palazzo, è aperta al pubblico.

### Russia

#### Peterhof

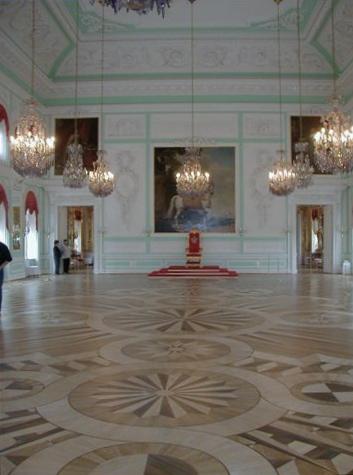
Gran sala del trono a Peterhof

Usato dallo zar di Russia, il trono di Peterhof dominava il muro orientale con una grande immagine di Caterina II di Russia a cavallo. La sala contiene anche numerosi dipinti ad olio ed undici lamapdari.

#### Palazzo d'inverno
Visto come "il" trono di Russia, il trono dalla Sala di San Giorgio (o grande sala del trono) è dotata di un proscenio ad arco sopra ed il simbolo della famiglia imperiale sotto (la Bicipite).
La stanza di Pietro I (piccola sala del trono) è modesta in rapporto alla precedente. Il trono era stato costruito per Anna di Russia a Londra, e l'immagine raffigura Pietro I di Russia con Minerva.

### Regno Unito

#### Buckingham Palace
La sala del trono di Buckingham Palace, residenza della monarchia britannica a Londra, viene usata come corte e seconda sala da ballo. È dominata da un arco proscenio supportato da una coppia di immagini alate della vittoria che sostengono ghirlande sopra i due troni, originari dell'incoronazione della regina Elisabetta II nel 1953. 
È in questa sala del trono che il Re del Regno Unito, in speciali occasioni, riceve gli ospiti. La sala viene anche usata per servizi fotografici matrimoniali.

#### St James's Palace
Nonostante la monarchia britannica risieda a Buckingham Palace fin dai tempi della Regina Vittoria, St. James's Palace resta il palazzo principale della famiglia reale.. La sua sala del trono viene usata in occasioni ufficiali. 
Mentre la sala del trono di Buckingham Palace contiene due troni, per re e regina, quella di St. James's Palace ne possiede solo uno. Come per Buckingham Palace si trova sotto un baldacchino, ma a sua differenza non ci sono gradini.
I drappeggi porpora dietro al trono sono ornati dallo stemma del Regno Unito.

#### Torre di Londra
Nonostante la Torre di Londra sia ancora una residenza reale, non viene abitata fin dai tempi della regina Elisabetta I d'Inghilterra nel 1500, da quando divenne una prigione per i nemici del re.

#### Palazzo di Westminster
Nonostante il principale compito del Palazzo di Westminster sia di contenere la sede del Parlamento del Regno Unito, è anche una residenza ufficiale. Non troni, ma la Camera dei Lord ne contiene uno, usato dal re quando parla al parlamento.

### Irlanda

#### Castello di Dublino
Situato nella torre Bedford, il trono del castello di Dublino fu presentato a Guglielmo III d'Inghilterra dopo la sua vittoria nella Battaglia del Boyne. Fu usato l'ultima volta da Giorgio V del Regno Unito nel 1911. Il trono viene oggi usato per l'insediamento del presidente d'Irlanda.